# St Peter's College, Auckland
St Peter's College je niža srednja škola u Aucklandu, na Novom Zelandu. Osnovana je 1939. godine. To je javna škola koju pohađaju isključivo dječaci uzrasta od 11 do 17 godina. Škola prima ograničen broj učenika, koji žive u domu u neposrednoj blizini. Riječ je o jednoj od najvećih katoličkih škola na Novom Zelandu.
Geslo je škole lat. Amare et Servire, što znači voljeti i služiti.

## Vanjske poveznice
- Službene stranice škole